# Comité national olympique de l'Allemagne
Le Comité national olympique de la République fédérale d'Allemagne (en allemand, Nationales Olympisches Komitee für Deutschland (NOK) a été de 1949 à 2006 le comité national olympique de l'Allemagne de l'Ouest. De 1979 à 1990, il a eu la dénomination officielle de Nationales Olympisches Komitee der Bundesrepublik Deutschland. Il était reconnu par le CIO. En 1957, il absorbe le Comité national olympique de la Sarre, puis en 1990 le Comité national olympique de la République démocratique allemande. En 2006, le NOK fusionne avec la Fédération des sports pour former la Deutscher Olympischer Sportbund.